# A. J. Allmendinger
Anthony James „A. J.“ Allmendinger (* 16. Dezember 1981 in Los Gatos, Kalifornien) ist ein US-amerikanischer Automobilrennfahrer.
Er gewann 2003 die Atlantic Championship. Von 2004 bis 2006 trat er in der Champ Car an. Dort war ein dritter Platz in der Saison 2006 seine beste Gesamtplatzierung. Seit 2007 startet Allmendinger im NASCAR Sprint Cup. Sein bestes Gesamtergebnis erzielte er 2011 mit dem 15. Rang. 2013 nahm er zudem an einigen Rennen der IndyCar Series teil.
2012 gewann Allmendinger das 24-Stunden-Rennen von Daytona.

## Karriere

### Anfänge im Motorsport (1990–2003)
Allmendinger begann seine Motorsportkarriere im Alter von acht Jahren im Midget-Car-Rennsport. Wenig später machte er Erfahrungen im Kartsport. Er gewann unter anderem zwei IKF-Grand-National-Meisterschaften.
2001 wechselte Allmendinger in den Formelsport und wurde auf Anhieb Zweiter der Formel Dodge National Championship. Darüber hinaus nahm er an drei Rennen der Barber Dodge Pro Series teil. Nachdem er im Winter in der neuseeländischen Formel Ford an den Start gegangen war, bestritt Allmendinger 2002 die komplette Saison der Barber Dodge Pro Series. Er gewann sechs von zehn Rennen und stand nur bei einem Rennen nicht auf dem Podest. Mit 189 zu 119 Punkten setzte er sich gegen Rafael Sperafico durch und entschied die Meisterschaft für sich.
2003 erhielt Allmendinger bei RuSPORT ein Cockpit in der Atlantic Championship. Er gewann sieben von zwölf Rennen und wurde mit 201 zu 175 Punkten Gesamtsieger vor Ryan Dalziel.

### Champ Car (2004–2006)

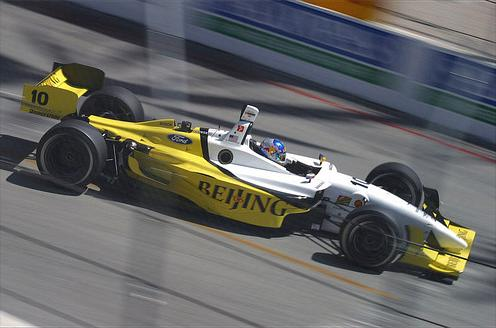
Allmendinger in der Champ-Car-Serie in Long Beach 2005

2004 blieb Allmendinger bei RuSPORT und erhielt ein Cockpit in der Champ-Car-Serie. Er wurde Teamkollege von Michel Jourdain jr., der in der Vorsaison Gesamtdritter geworden war. Beim siebten Rennen in Vancouver erzielte er mit einem dritten Platz seine erste Podest-Platzierung. Im weiteren Saisonverlauf wiederholte er dieses Resultat beim Saisonfinale in Mexiko-Stadt. Allmendinger schloss die Saison als Gesamtsechster ab und setzte sich damit gegen Jourdain durch. Allmendinger wurde Rookie of the Year. 2005 wechselte Justin Wilson, der zweitbeste Rookie des Vorjahres, zu RuSPORT und wurde Allmendingers Teamkollege. Allmendinger erreichte viermal den zweiten und einmal den dritten Platz. In der Fahrerwertung verbesserte er sich auf den fünften Platz, unterlag aber intern Wilson, der Dritter wurde.
Anfang 2006 nahm Allmendinger in der Rolex Sports Car Series für Michael Shank Racing am 24-Stunden-Rennen von Daytona teil. Dabei erreichte er zusammen mit seinen Teamkollegen Oswaldo Negri, Mark Patterson und Justin Wilson den Zweiten Platz. Anschließend begann Allmendinger die Champ-Car-Saison 2006 bei RuSPORT. Er erzielte bei den ersten vier Rennen einen dritten Platz, während Wilson im selben Zeitraum dreimal Zweiter wurde. Nach dem vierten Rennen wurde Allmendinger bei RuSPORT durch Cristiano da Matta ersetzt und wechselte umgehend zu Forsythe Racing, wo er Mario Domínguez ablöste. Da Domínguez da Mattas Cockpit erhielt, kam es somit zu einem Cockpittausch zwischen drei Fahrern. Allmendinger gelang bereits bei seinem Debüt für Forsythe in Portland der erste Champ-Car-Sieg. Bei den darauf folgenden Rennen in Cleveland und Toronto gewann er abermals. Im weiteren Saisonverlauf entschied er in Denver und Road America zwei weitere Rennen für sich. Allmendinger, der vor dem letzten Rennen ohne Titelchancen auf dem zweiten Gesamtrang lag, wurde für das Saisonfinale durch Buddy Rice abgelöst. Dadurch gelang es Wilson in der Fahrerwertung an ihm vorbeizuziehen und Allmendinger wurde Gesamtdritter.

### NASCAR (seit 2006)

#### NASCAR-Debüt mit dem Team Red Bull (2006–2008)
In der zweiten Jahreshälfte 2006 debütierte Allmendinger in der NASCAR Craftsman Truck Series. Er nahm für Bill Davis Racing an drei Rennen teil und erreichte dabei einen fünften Platz als bestes Resultat. Darüber hinaus sollte Allmendinger 2006 bei zwei Rennen der höchsten NASCAR-Division, dem Nextel Cup, für das Team Red Bull starten. Sein Debüt war für das Bass Pro Shops 500 auf dem Atlanta Motor Speedway geplant, allerdings fiel das Qualifying wegen Regen aus und die Startaufstellung wurde anhand der Owner’s Points bestimmt. Da sein Team in dieser Wertung zu diesem Zeitpunkt außerhalb der Top-43 lag, scheiterte Allmendinger an der Qualifikation. Beim Dickies 500 auf dem Texas Motor Speedway gelang es ihm ebenfalls nicht, sich zu qualifizieren.
2007 war Allmendinger ein Vollzeitpilot des Team Red Bull im NASCAR Nextel Cup. Allerdings scheiterte er bei 19 von 36 Rennen an der Qualifikation. Aufgrund der schlechten Platzierung seines Teams in der Owner’s-Points-Wertung war dies gleichbedeutend mit der Nicht-Qualifikation. Seinen ersten Start im Nextel Cup absolvierte Allmendinger beim fünften Rennen, dem Food City 500 auf dem Bristol Motor Speedway, das er als 40. beendete. Mit einem 15. Platz als bestem Ergebnis belegte er am Ende der Meisterschaft den 43. Platz. Um mehr NASCAR-Erfahrungen zu sammeln, nahm Allmendinger an ausgewählten Rennen, in den anderen Divisionen teil. In der Busch Series startete er für Chip Ganassi Racing bei sieben Rennen. Dabei war ein 13. Platz sein bestes Resultat. In der Craftsman Truck Series erreichte er bei neun Rennen für Darrell Waltrip Motorsports mit einem zweiten Platz seine erste Podest-Platzierung in einer NASCAR-Serie.

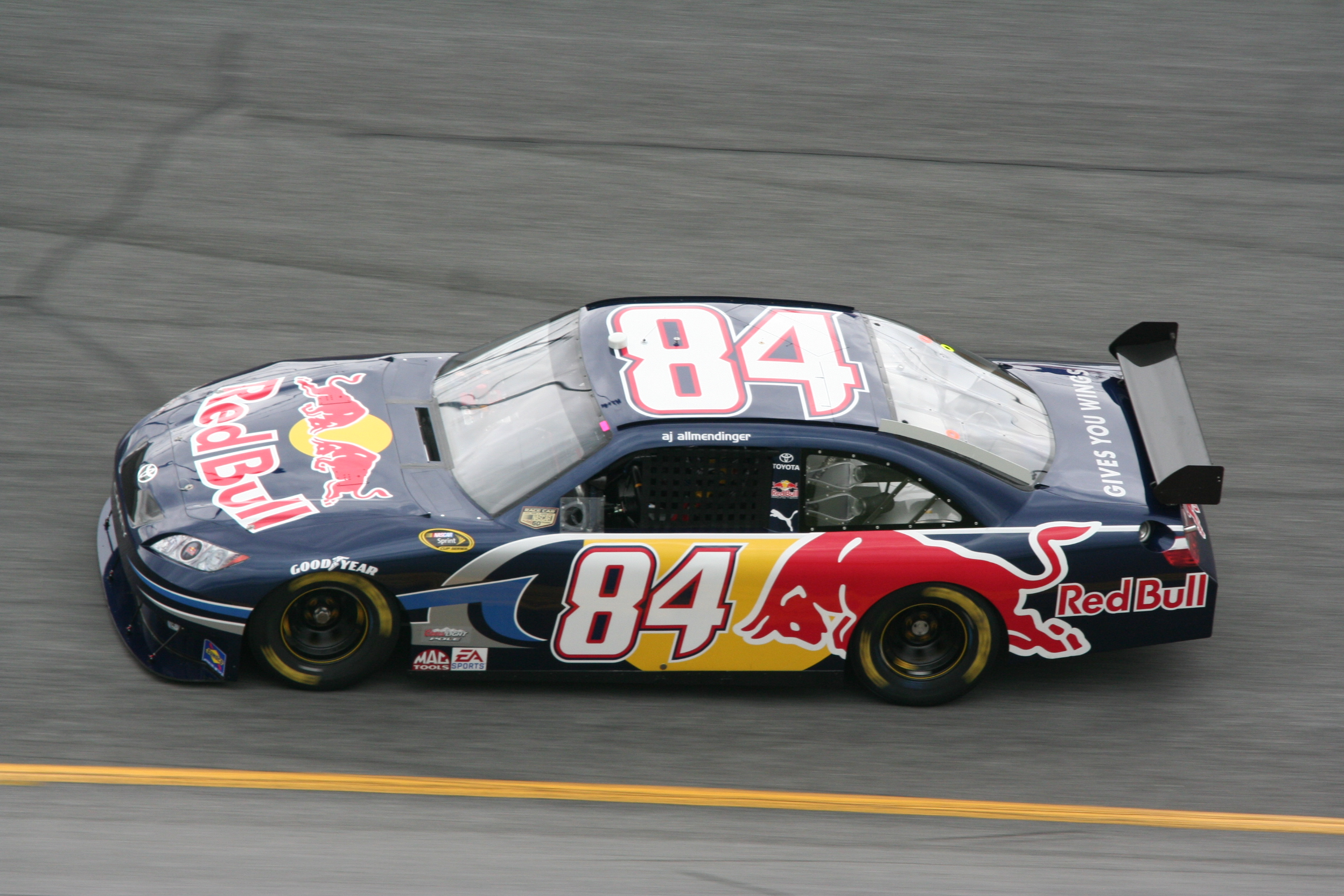
Allmendingers Wagen in der Saison 2008

2008 behielt Allmendinger zunächst sein Cockpit beim Team Red Bull in der höchsten NASCAR-Klasse, die ab dieser Saison Sprint Cup hieß. Er scheiterte bei den ersten drei Rennen an der Qualifikation und wurde darauf für fünf Rennen durch Mike Skinner ersetzt. Beim neunten Rennen, dem Aaron’s 499 auf dem Talladega Superspeedway, kehrte er in sein Cockpit zurück. Er qualifizierte sich zu jedem Rennen und erreichte mit einem zehnten und neunten Platz zweimal die Top 10. Da seine Leistungen nicht den Erwartungen entsprachen, wurde Allmendinger beim Team Red Bull nach dem 29. Rennen erneut durch Skinner ersetzt. Allmendinger absolvierte darauf ein Rennen für Michael Waltrip Racing und fünf Rennen für Gillett Evernham Motorsports, zu denen er sich immer qualifizierte. Eine weitere-Top-10-Platzierung gelang ihm jedoch nicht. Darüber hinaus nahm Allmendinger 2008 an je einem Rennen der Nationwide Series und der Craftsman Truck Series teil. Neben seinem NASCAR-Engagement trat Allmendinger 2007 und 2008 zum 24-Stunden-Rennen von Daytona an.

#### Vollzeit im Sprint Cup mit Richard Petty Motorsports (2009–2011)
2009 wechselte Allmendinger innerhalb des Sprint Cups zu Richard Petty Motorsports. Bereits beim Saisonauftakt, dem Daytona 500, erzielte er mit einem dritten Platz seine erste Podest-Platzierung im Sprint Cup. Im Saisonverlauf kam er bei fünf weiteren Rennen in die Top 10. Allmendinger beendete die Saison auf dem 24. Platz in der Fahrerwertung. 2009 sorgte Allmendinger für Negativschlagzeilen, als bei ihm in einer Polizeikontrolle ein Blutalkoholgehalt von 0,8 Promille festgestellt wurde. Die alkoholisierte Autofahrt hatte keine Auswirkungen auf seine Motorsportkarriere.
2010 blieb Allmendinger bei Richard Petty Motorsports. Mit einem vierten Platz als beste Platzierung, acht Top-10-Platzierungen und einer Pole-Position lag er am Saisonende auf dem 19. Gesamtrang. 2011 bestritt Allmendinger seine dritte Sprint-Cup-Saison für Richard Petty Motorsports. Er kam zehnmal in die Top-10 und verbesserte sich in der Meisterschaft auf den 15. Platz, der seine bis dahin beste Gesamtplatzierung war.
Darüber hinaus trat Allmendinger 2009, 2010 und 2011 zum 24-Stunden-Rennen von Daytona an. In den letzten zwei Jahren wurde er jeweils Siebter.

#### Wechsel zu Penske und Dopingsperre (2012)
Das Jahr 2012 begann für Allmendinger mit einem Sieg beim 24-Stunden-Rennen von Daytona. Für Michael Shank Racing w/ Curb-Agajanian startend entschied er das Rennen zusammen mit seinen Teamkollegen Oswaldo Negri, John Pew und Justin Wilson für sich. Im Sprint Cup wechselte Allmendinger zur Saison 2012 zu Penske Racing. Beim Goody’s Fast Relief 500 auf dem Martinsville Speedway erzielte er mit einem zweiten Platz seine bis dahin beste Sprint-Cup-Platzierung.
Anfang Juni vor dem 18. Saisonrennen, dem Coke Zero 400, wurde Allmendinger aufgrund einer positiven Dopingprobe von der NASCAR suspendiert. Sein Penske-Cockpit erhielt Sam Hornish jr. In Allmendingers A-Probe vom vorherigen Rennen, dem Quaker State 400, wurden Amphetamine nachgewiesen. In einer ersten Stellungnahme bestritt Allmendinger die Einnahme verbotener Substanzen. Die Untersuchung der B-Probe bestätigte das Ergebnis, sodass Allmendinger von der NASCAR unbegrenzt gesperrt und von Penske fristlos entlassen wurde. Zur Aufhebung der Sperre begab sich Allmendinger in ein sogenanntes Road to Recovery-Programm. Allmendinger gab später die einmalige Einnahme des verschreibungspflichtigen Medikaments Adderall, ein Mittel zur Behandlung von ADHS, zu.
Mitte September hob die NASCAR Allmendingers Sperre nach erfolgreicher Absolvierung des Road to Recovery-Programms auf. Bereits Mitte Oktober kehrte Allmendinger in den Sprint Cup zurück. Nachdem Dale Earnhardt jr. verletzungsbedingt ausgefallen war, wurde er durch Regan Smith ersetzt. Smith hinterließ ein freies Cockpit bei Phoenix Racing, welches Allmendinger erhielt. Nach zwei Rennen für Phoenix Racing sollte ursprünglich Smith, der nach Earnhardts Genesung wieder ohne Cockpit war, Allmendinger ablösen. Allerdings hatte Allmendinger bei seinem Team einen so guten Eindruck hinterlassen, dass er zwei weitere Rennen für Phoenix Racing bestreiten durfte, bevor er durch Smith ersetzt wurde. Sein bestes Ergebnis für Phoenix Racing war ein 24. Platz. In der Sprint-Cup-Fahrerwertung wurde Allmendinger 32.

#### Teilzeit im Sprint Cup, Siege in der Nationwide Series, Debüt in der IndyCar Series (2013)
Anfang 2013 nahm Allmendinger abermals für Michael Shank Racing am 24-Stunden-Rennen von Daytona teil. Zusammen mit Marcos Ambrose, Negri, Pew und Wilson erreichte er den dritten Platz. Da nach dem Rennen Unregelmäßigkeiten am Motor festgestellt wurden, wurde der Mannschaft und allen Fahrern das Preisgeld und die Punkte aberkannt. Der dritte Platz blieb ihnen aber in der Ergebnisliste.
Im NASCAR Sprint Cup trat Allmendinger 2013 bei je neun Rennen für Phoenix Racing bzw. JTG Daugherty Racing an. Er absolvierte damit eine halbe Saison. Mit einem zehnten Platz als bestem Resultat beendete er die Saison auf dem 35. Rang. Außerdem nahm er für Penske Racing an zwei Straßenkurs-Rennen der Nationwide Series teil. Er entschied beide für sich. Es waren seine ersten Siege in einer NASCAR-Serie.
Darüber hinaus kehrte Allmendinger 2013 in den Formelsport zurück. Er erhielt beim Team Penske die Möglichkeit, Indycar-Testfahrten zu absolvieren. Kurz darauf nahm ihn Penske für zwei Rennen unter Vertrag. Im Verlauf der Saison wurden seinem Einsatzplan weitere Rennen hinzugefügt, sodass er insgesamt zu sechs Rennen an den Start ging. Allmendinger gab sein Debüt in der IndyCar Series beim Honda Indy Grand Prix of Alabama, wo er auf dem 19. Platz ins Ziel kam. Seine beste Saisonplatzierung erreichte er beim Indianapolis 500, bei dem er von Platz fünf startend Siebter wurde.

#### Vollzeit im Sprint Cup mit JTG Daugherty Racing (2014)
2014 erhielt Allmendinger im NASCAR Sprint Cup ein Vollzeit-Cockpit bei JTG Daugherty Racing in einem Chevrolet. Nachdem er bereits dreimal die Top-10 erreicht hatte, gewann er beim 22. Saisonrennen, dem Cheez-It 355 at The Glen in Watkins Glen sein erstes Sprint-Cup-Rennen. Es war zudem der erste Sieg seines Rennstalls. Nach dem 22. Rennen belegte er den 24. Gesamtrang.

## Statistik

### Karrierestationen
| - 2001: Formel Dodge National Championship (Platz 2) - 2001: Barber Dodge Pro Series (Platz 18) - 2002: Neuseeländische Formel Ford (Platz 11) - 2002: Barber Dodge Pro Series (Meister) - 2003: Atlantic Championship (Meister) - 2004: Champ Car (Platz 6) - 2005: Champ Car (Platz 5) - 2006: Champ Car (Platz 3) - 2006: Rolex Sports Car Series, DP (Platz 88) - 2006: Craftsman Truck Series (Platz 46) - 2006: Nextel Cup | - 2007: Nextel Cup (Platz 43) - 2007: Busch Series (Platz 59) - 2007: Craftsman Truck Series (Platz 34) - 2007: Rolex Sports Car Series, DP (Platz 101) - 2008: Sprint Cup (Platz 36) - 2008: Nationwide Series (Platz 109) - 2008: Craftsman Truck Series (Platz 115) - 2008: Rolex Sports Car Series, DP (Platz 66) - 2009: Sprint Cup (Platz 24) - 2009: Rolex Sports Car Series, DP (Platz 80) - 2010: Sprint Cup (Platz 19) | - 2010: Rolex Sports Car Series, DP (Platz 45) - 2011: Sprint Cup (Platz 15) - 2011: Rolex Sports Car Series, DP (Platz 46) - 2012: Sprint Cup (Platz 32) - 2012: Rolex Sports Car Series, DP (Platz 33) - 2013: Sprint Cup (Platz 35) - 2013: Nationwide Series (Platz 102) - 2013: IndyCar Series (Platz 27) - 2013: Rolex Sports Car Series, DP (Platz 39) - 2014: Sprint Cup |

### Einzelergebnisse in der Atlantic Championship
| Saison | Team    | 1     | 2     | 3     | 4    | 5     | 6     | 7     | 8     | 9      | 10    | 11    | 12     | Punkte | Rang |
| ------ | ------- | ----- | ----- | ----- | ---- | ----- | ----- | ----- | ----- | ------ | ----- | ----- | ------ | ------ | ---- |
| 2003   | RuSport | MTY 8 | LBH 1 | MIL 3 | LS 1 | POR 4 | CLE 1 | TOR 1 | TRR 1 | MDO 17 | MTL 1 | DEN 1 | MIA 11 | 201    | 1.   |

Legende

### Einzelergebnisse in der Champ-Car-Serie
| Saison | Team            | 1      | 2      | 3     | 4     | 5      | 6      | 7       | 8      | 9     | 10     | 11     | 12    | 13     | 14    | Punkte | Rang |
| ------ | --------------- | ------ | ------ | ----- | ----- | ------ | ------ | ------- | ------ | ----- | ------ | ------ | ----- | ------ | ----- | ------ | ---- |
| 2004   | RuSPORT         | LBH 12 | MTY 17 | MIL 5 | POR 6 | CLE 6  | TOR 11 | VAN 3   | ROA 13 | DEN 5 | MTL 5  | LAG 15 | LAS 6 | SUR 6  | MEX 3 | 229    | 6.   |
| 2005   | RuSPORT         | LBH 8  | MTY 10 | MIL 2 | POR 5 | CLE 2  | TOR 12 | EDM 14* | SJO 17 | DEN 3 | MTL 9  | LAS 13 | SUR 2 | MEX 2  |       | 227    | 5.   |
| 2006   | RuSPORT         | LBH 16 | HOU 8  | MTY 3 | MIL 4 |        |        |         |        |       |        |        |       |        | MEX   | 285    | 3.   |
| 2006   | Forsythe Racing |        |        |       |       | POR 1* | CLE 1* | TOR 1*  | EDM 3  | SJO 7 | DEN 1* | MTL 17 | ROA 1 | SUR 16 | MEX   | 285    | 3.   |

Legende

### Einzelergebnisse in der IndyCar Series
| Jahr | Team        | 1   | 2   | 3   | 4   | 5    | 6   | 7   | 8   | 9   | 10  | 11  | 12  | 13  | 14  | 15  | 16  | 17  | 18  | 19  | Punkte | Rang |
| ---- | ----------- | --- | --- | --- | --- | ---- | --- | --- | --- | --- | --- | --- | --- | --- | --- | --- | --- | --- | --- | --- | ------ | ---- |
| 2013 | Team Penske | STP | ALA | LBH | SAO | INDY | DET | DET | TXS | MIL | IOW | POC | TOR | TOR | MDO | SNM | BAL | HOU | HOU | FON | 79     | 27.  |
| 2013 | Team Penske |     | 19  | 23  |     | 7°5  | 25  | 25  |     |     |     |     |     |     |     |     |     |     |     | 16  | 79     | 27.  |

Legende